# 圣多明我堂 (墨西哥城)

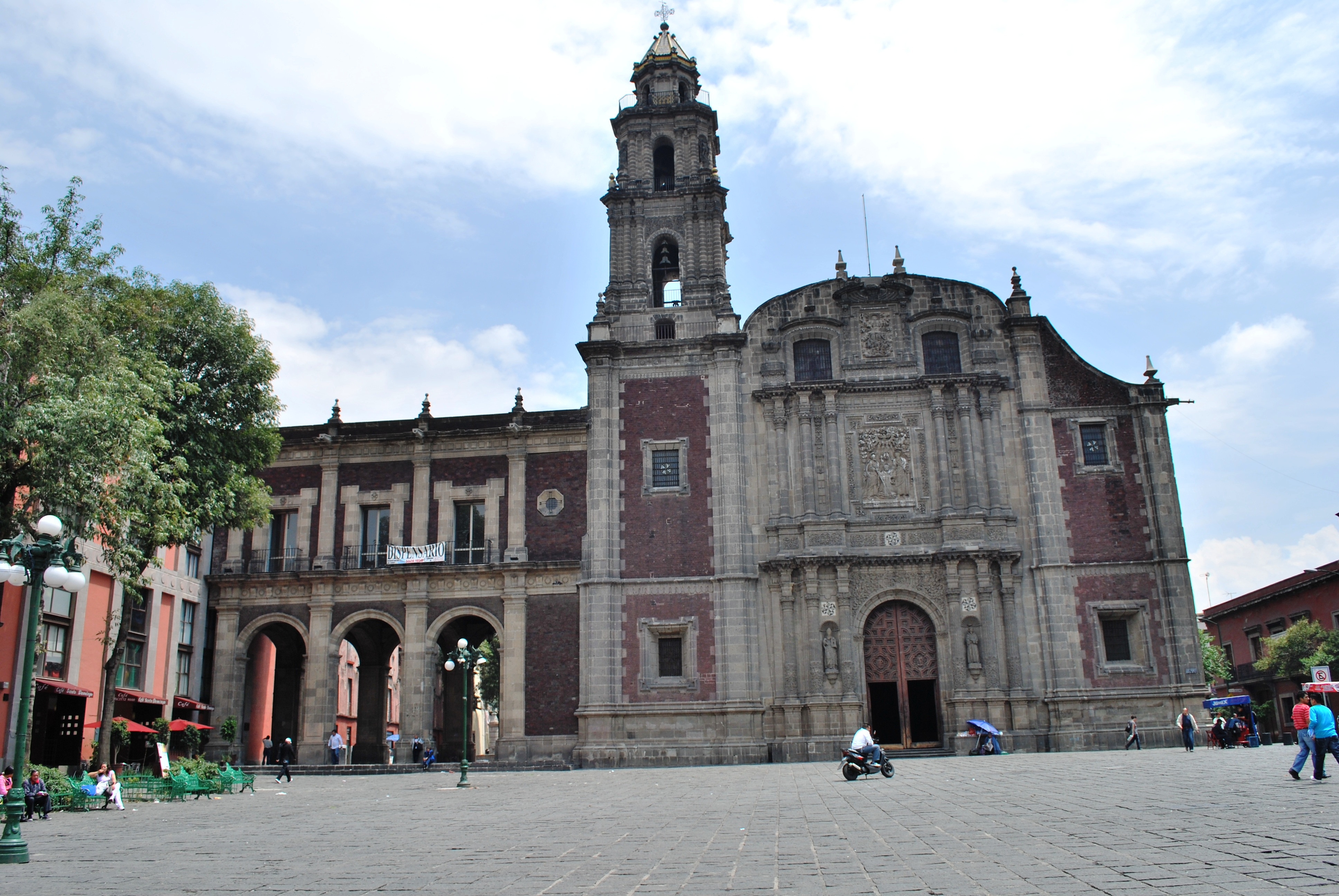
圣多明我堂

圣多明我堂（西班牙语：Iglesia de Santo Domingo）是一座罗马天主教教堂，位于世界遗产墨西哥城历史中心内，墨西哥城主教座堂以北三个街区的巴西共和国街与Belisario Dominguez 街，圣多明我广场北侧。
这是新西班牙保存下来的最早的修道院。新西班牙的第一座修道院是由方济各会设立的，而不是多明我会。多明我会在1526年抵达新西班牙，先是在方济各会修道院附近的临时住处立足，此后不久，他们搬进了由格雷罗家族捐赠的房子，后来在那里建造了宗教裁判所宫（今墨西哥医学博物馆）（多明我会负责宗教裁判所）。第一座教堂于1590年祝圣，在它附近修造了修道院。然而, 建设不善、软土和地震使重建势在必行。 第二座教堂建于1556-1571年。目前的第三座教堂为巴洛克建筑，用粉红色石头建造，建于1717-1736年。
该堂的建筑风格总体而言属于墨西哥巴洛克式。正门周围有十二根柱子，一楼描绘圣方济各和圣奥斯定，二楼的石头浮雕描绘圣多明我跪着接受来自圣彼得的天堂的钥匙以及来自圣保罗的书信，在这些之上是圣灵。 在顶部中心两个窗口之间是圣母升天浮雕，东侧是圣多明我和圣方济各的石像。他们的双臂交织在一起。该堂为拉丁十字平面。 